# 義大利裔海地人
義大利裔海地人，是指有海地公民權的義大利人及他們後裔。

## 歷史
海地的私人商業，在19世紀中期被德國和義大利移民控制。
在1908年有160個義大利人居留在海地，其中128人生活在首都太子港。
義大利人和他們穆拉托人後裔現在的數宇是97,803人。
在2010年海地地震，第一個在太子港義大利裔死者是70歲的Gigliola Martino，他的父母在20世紀早期移民到海地。